# Gaspar de Ávalos de la Cueva
Gaspar de Ávalos de la Cueva (ur. w 1485 w Murcji, zm. 2 listopada 1545 w Santiago de Compostela) – hiszpański kardynał.

## Życiorys
Urodził się w 1485 roku w Murcii, jako syn Rodriga de Ávalosa i Leonor de la Cuevy. Studiował teologię na Uniwersytecie w Paryżu i Salamance, a następnie został wykładowcą i kanonikiem kapituły w Kartagenie. 14 listopada 1524 roku został wybrany biskupem Guadix. Pięć lat później został przeniesiony do archidiecezji Grenada. W 1542 roku został arcybiskupem Santiago de Compostela. 19 grudnia 1544 roku został kreowany kardynałem prezbiterem jednak zmarł 2 listopada 1545 roku w Santiago de Compostela i nie zdążył odebrać kościoła tytularnego.